# فريدريك ليندغرين (لاعب هوكي الجليد)
فريدريك ليندغرين (بالسويدية: Fredrik Lindgren)‏ هو لاعب هوكي الجليد سويدي، ولد في 3 أكتوبر 1980 في Arvidsjaur ‏ في السويد.

## وصلات خارجية
- فريدريك ليندغرين على موقع EliteProspects.com (الإنجليزية)
- فريدريك ليندغرين على موقع HockeyDB.com (الإنجليزية)